# Hîtți, Hadeaci
Hîtți (în ucraineană Хитці) este un sat în comuna Krasna Luka din raionul Hadeaci, regiunea Poltava, Ucraina.

## Demografie
Componența lingvistică a localității Hîtți
     Ucraineană (96,37%)
     Rusă (2,79%)
     Alte limbi (0,42%)
Conform recensământului din 2001, majoritatea populației localității Hîtți era vorbitoare de ucraineană (96,37%), existând în minoritate și vorbitori de rusă (2,79%).